# WWE Women’s Speed Championship
WWE Women’s Speed Championship – kobiecy tytuł mistrzowski profesjonalnego wrestlingu stworzony i promowany przez federację WWE. Tytuł ogłoszono 9 sierpnia 2024 roku, a walki mają pięciominutowy limit czasu. Walki odbywają się w cotygodniowej serii odcinków Speed, transmitowanej wyłącznie na platformie mediów społecznościowych X.

## Historia
9 lutego 2024 roku, amerykańska promocja wrestlingu WWE ogłosiła współpracę z X w celu wprowadzenia Speed, cotygodniowej serii wideo do transmisji wyłącznie na platformie mediów społecznościowych, która rozpoczęła się w kwietniu. Program obejmuje walki pomiędzy wrestlerami ze wszystkich trzech brandów WWE - Raw, SmackDown i brandu rozwojowego NXT – a walki na regularnych odcinkach mają trzyminutowy limit czasu. Pierwotnie Speed obejmowało tylko walki z zapaśnikami płci męskiej, a specjalne odcinki o WWE Speed Championship miały pięciominutowy limit czasowy.
1 maja 2024 roku dyrektor ds. treści WWE Paul "Triple H" Levesque potwierdził, że w programie ostatecznie znajdą się także walki kobiet. Doprowadziło to do oficjalnego ogłoszenia 9 sierpnia 2024 roku, w którym ogłosił, że turniej o inauguracyjne mistrzostwo WWE Women’s Speed Championship rozpocznie się 4 września 2024 roku.

### Inauguracyjny turniej
|  | Ćwierćfinały Speed (4–25 września 2024) | Ćwierćfinały Speed (4–25 września 2024) | Ćwierćfinały Speed (4–25 września 2024) |               |            | Półfinały Speed (2–5 października 2024) | Półfinały Speed (2–5 października 2024) | Półfinały Speed (2–5 października 2024) |  |  | Finał Speed (9 października 2024) | Finał Speed (9 października 2024) | Finał Speed (9 października 2024) |  |
|  |                                         |                                         |                                         |               |            |                                         |                                         |                                         |  |  |                                   |                                   |                                   |  |
|  | Lyra Valkyria                           | Lyra Valkyria                           | 2:18                                    |               |            |                                         |                                         |                                         |  |  |                                   |                                   |                                   |  |
|  | Lyra Valkyria                           | Lyra Valkyria                           | 2:18                                    |               |            |                                         |                                         |                                         |  |  |                                   |                                   |                                   |  |
|  | Iyo Sky                                 | Iyo Sky                                 | Pin                                     |               |            |                                         |                                         |                                         |  |  |                                   |                                   |                                   |  |
|  | Iyo Sky                                 | Iyo Sky                                 | Pin                                     |               | Iyo Sky    | Iyo Sky                                 | Pin                                     |                                         |  |  |                                   |                                   |                                   |  |
|  |                                         |                                         |                                         |               | Iyo Sky    | Iyo Sky                                 | Pin                                     |                                         |  |  |                                   |                                   |                                   |  |
|  |                                         |                                         | Naomi                                   | Naomi         | 2:38       |                                         |                                         |                                         |  |  |                                   |                                   |                                   |  |
|  | Blair Davenport                         | Blair Davenport                         | Naomi                                   | Naomi         | 2:38       | 2:36                                    |                                         |                                         |  |  |                                   |                                   |                                   |  |
|  | Blair Davenport                         | Blair Davenport                         |                                         |               |            |                                         |                                         |                                         |  |  |                                   |                                   |                                   |  |
|  | Naomi                                   | Naomi                                   | Sub                                     |               |            |                                         |                                         |                                         |  |  |                                   |                                   |                                   |  |
|  | Naomi                                   | Naomi                                   | Sub                                     |               | Iyo Sky    | Iyo Sky                                 | 3:48                                    |                                         |  |  |                                   |                                   |                                   |  |
|  |                                         |                                         |                                         |               |            |                                         |                                         |                                         |  |  |                                   |                                   |                                   |  |
|  |                                         |                                         | Candice LeRae                           | Candice LeRae | Pin        |                                         |                                         |                                         |  |  |                                   |                                   |                                   |  |
|  | Elektra Lopez                           | Elektra Lopez                           | Candice LeRae                           | Candice LeRae | Pin        | 2:33                                    |                                         |                                         |  |  |                                   |                                   |                                   |  |
|  | Elektra Lopez                           | Elektra Lopez                           |                                         |               |            |                                         |                                         |                                         |  |  |                                   |                                   |                                   |  |
|  | Kairi Sane                              | Kairi Sane                              | Pin                                     |               |            |                                         |                                         |                                         |  |  |                                   |                                   |                                   |  |
|  | Kairi Sane                              | Kairi Sane                              | Pin                                     |               | Kairi Sane | Kairi Sane                              | 2:28                                    |                                         |  |  |                                   |                                   |                                   |  |
|  |                                         |                                         |                                         |               | Kairi Sane | Kairi Sane                              | 2:28                                    |                                         |  |  |                                   |                                   |                                   |  |
|  |                                         |                                         | Candice LeRae                           | Candice LeRae | Pin        |                                         |                                         |                                         |  |  |                                   |                                   |                                   |  |
|  | Candice LeRae                           | Candice LeRae                           | Candice LeRae                           | Candice LeRae | Pin        | Pin                                     |                                         |                                         |  |  |                                   |                                   |                                   |  |
|  | Candice LeRae                           | Candice LeRae                           |                                         |               |            |                                         |                                         |                                         |  |  |                                   |                                   |                                   |  |
|  | Piper Niven                             | Piper Niven                             | 2:37                                    |               |            |                                         |                                         |                                         |  |  |                                   |                                   |                                   |  |

## Panowania
Obecną mistrzynią jest Sol Ruca ze brandu NXT, która jest w swoim pierwszym panowaniu. Pokonała poprzednią mistrzynię Candice LeRae podczas nagrań Speed 11 kwietnia 2025, który zostanie wyemitowany 16 kwietnia 2025.
| Nr        | Ogólny numer panowania                                                     |
| Panowanie | Liczba panowań konkretnego mistrza                                         |
| Dni       | Liczba dni panowania                                                       |
| Dni roz.  | Dni panowania, które są uznawane przez federację na jej oficjalnej stronie |
| †         | Oznacza, że panowanie nie jest uznawane przez federację                    |
| <1        | Oznacza, że panowanie trwało mniej niż jeden dzień                         |
| +         | Oznacza, że liczba dni w posiadaniu wzrasta z kolejnym dniem               |

| Nr | Mistrzyni     | Zmiana mistrza           | Zmiana mistrza | Zmiana mistrza | Statystyki panowania | Statystyki panowania | Statystyki panowania | Notka | Odn.  |
| Nr | Mistrzyni     | Data                     | Gala           | Miejsce        | Panowanie            | Dni                  | Dni roz.             | Notka | Odn.  |
| -- | ------------- | ------------------------ | -------------- | -------------- | -------------------- | -------------------- | -------------------- | --- | ----- |
| 1  | Candice LeRae | 4 października 2024(dts) | Speed          | Nashville, TN  | 1                    | 189                  | 189                  | Pokonała Iyo Sky w finale turnieju, stając się inauguracyjną mistrzynią. Wyemitowano 9 października 2024. | [ 5 ] |
| 2  | Sol Ruca      | 11 kwietnia 2025(dts)    | Speed          | Seattle, WA    | 1                    | 7+                   | 2+                   | Wyemitowano 16 kwietnia 2025.                                                                             | [ 4 ] |